# Bergbau im Kreis Lippe

Städte und Gemeinden im Kreis Lippe.

Der Bergbau im heutigen Kreis Lippe in Nordrhein-Westfalen fokussierte sich auf Kohle, Erze und Massenrohstoffe wie Sand, Sandstein, Schotter, Tonminerale und Kalkstein.

## Geologie
Das Kreisgebiet ist relativ arm an Lagerstätten mit größerer, über die Grenzen hinausgehender Bedeutung. Der größte Teil des Kreisgebiets wird von Diluvialablagerungen im lippischen Teil des Weserberglands sowie in den Tälern von Werre und Bega gebildet. Im Teutoburger Wald treten Formationen des Jura (201 bis 145 mya) und der Kreide (145 bis 66 mya), im Weserbergland die der Trias (251,9 bis 201,3 mya) zutage.

### Bodenschätze
Hinweis: bezogen auf die Gebiete der heutigen Städte und Gemeinden sowie ihrer Ortsteile.
Fossile Energieträger
- Braunkohle: Dörentrup, Wahmbeck
- Erdöl: Brakelsiek, Oerlinghausen
- Steinkohle: Oerlinghausen

Erze und Mineralien
- Blei (Pb): Lügde, Oerlinghausen
- Eisen (Fe): Berlebeck, Lügde, Oerlinghausen, Schieder-Schwalenberg
- Kupfer (Cu): Lügde
- Schwefelkies (FeS2): Horn-Bad Meinberg, Hummersen
- Silber (Ag): geringe Vorkommen im Silberbachtal bei Horn-Bad Meinberg (1711/12)

Steine und Erden
- Kalkstein: Augustdorf, Detmold, Kalletal, Lügde, Oerlinghausen
- Kies: Hiddesen, Kalletal, Lemgo
- Mergel: Bad Salzuflen, Lügde
- Sand: Bad Salzuflen. Dörentrup
  - Kristallsand: Dörentrup
- Sandstein: Bad Salzuflen, Detmold, Horn-Bad Meinberg, Lemgo
- Ton: Dörentrup, Lage, Oerlinghausen

## Fundorte
Im Weserbergland sowie im Teutoburger Wald wird von zahlreichen Unternehmen der in bemerkenswerten Mächtigkeiten anstehende Kalkstein gewonnen und dann zum Teil für die Verwendung im Straßenbau gebrochen oder zu Dünge- oder Branntkalk verarbeitet. Dem Vorhandensein von Diluvialablagerungen ist es zu verdanken, dass aus Lehm schon in frühester Zeit Ziegel und Backsteine, sowie aus Schiefertonen hochwertige Klinker, Fußboden- und Wandplatten hergestellt wurden.

### Augustdorf
Im seit 1929 betriebenen „Kalkwerk Dörenschlucht“ () wird homogenes Kalksteinmaterial abgebaut und zu Schotter und Splitt aufbereitet.

### Bad Salzuflen
Das Bad Salzufler Stadtgebiet ist durchzogen von den Flussauen der Werre, Bega und Salze. Podsol- und Pseudogley-Braunerden herrschen als Bodentypen vor. Die Podsolböden befinden sich überwiegend auf Unterlagen aus dem Tertiär, die von Bruchfalten aus dem Mesozoikum durchzogen sind. Charakteristisch für Bad Salzuflen sind die an diesen Falten austretenden salzhaltigen Quellen, denen die Region den Namen „Heilgarten Deutschlands“ verdankt. Im heutigen Stadtgebiet wurde hauptsächlich Sand – Sandgruben unter anderem an der heutigen Bundesstraße 239 und beim Stumpfen Turm in Wüsten – und Sandstein, zum Beispiel im Steinbruch am Vierenberg, abgebaut.
| Ort                     | Jahr | Gewerbe    | Betriebe | Beschäftigte | Ref.  |
| ----------------------- | ---- | ---------- | -------- | ------------ | ----- |
| Bauerschaft Breden      |      | Steinbruch | mind. 1  |              |       |
| Bauerschaft Oberwüsten  |      | Steinbruch | mind. 1  |              |       |
| Salzuflen               | 1904 | Steinbruch | 4        | 71           | [ 3 ] |
| Bauerschaft Unterwüsten |      | Sandgrube  | mind. 2  |              |       |

#### Mergelgrube und Steinbruch am Vierenberg
„Schötmar. Beim Brechen von Mergel in der Mergelgrube am Fierenberge ist durch die Nichtbefolgung der gesetzlichen Vorschrift, daß die senkrechte Linie ohne alles Unterminiren genau zu beachten sey, das Herabstürzen einer bedeutenden Quantität Mergel und eben dadurch das Verschütten und der Tod zweier, beim Mergelbrechen beschäftigt gewesenen, Personen veranlaßt, welches hiermit zur Warnung bekannt gemacht wird.  /  Schötmar den 6ten März 1844.  /  Fürstlich Lippisches Amt.  /  Helwing.“

Südöstlich der Landesstraße 535, zwischen Heuweg, Salzeweg und Hasenkanzel, liegt der ehemalige Steinbruch ().

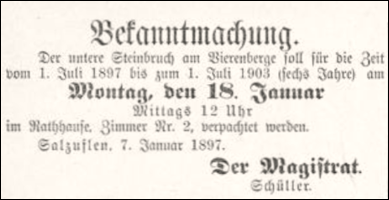
Verpachtung des Steinbruchs am Vierenberg (1897 bis 1903)

„Anzeige. Ich erlaube mir, hiermit zur öffentlichen Anzeige zu bringen, daß ich den zum Rittergute Steinbeck gehörende Sandsteinbruch auf dem Fierenberge bei Salzuflen in Pacht genommen habe und aus demselben fortwährend Mauersteine von vorzüglicher Qualität zum Preise von 12½ Sgr. pro Fuder u. 4½ Rthl. pro Bergruthe, desgl. Packlagersteine zu Wegebauten zu 3 Rthl. pro Bergruthe abgebe. Alle Steinnhauerarbeiten zu Bauwerken jeder Art, ferner Tranksteine, Krippen, Grabsteine und drgl. werden von mir in tadelloser Güte und zu den billigsten Preisen geliefert und erlaube ich mir solche bei vorkommendem Bedarfe hiermit bestens zu empfehlen.  /  Salzuflen, den 21. Januar 1870.  /  Diedrich Richter.  /  Maurer- u. Steinhauermeister.“

#### Sonstige
- Bega-Sandbaggerei Küstermeier bei Hündersen
- In den Sandgruben beim Stumpfen Turm (/) wurden Feinsande und Kiese abgebaut.[4][5]

### Blomberg
In dem am Südhang des Eggebergs gelegenen Steinbruch () nördlich der Blomberger Ortschaft Istrup wurden bis 1939 Straßenschotter und Werksteine für Hausfundamente gebrochen.

### Detmold
Das Stadtgebiet weist, wie der gesamte lippische Raum, eine große geologische Vielfalt auf. Südlich der Detmolder Innenstadt verläuft der Kamm des Osning, der zusammen mit dem Eggegebirge den langgestreckten Teutoburger Wald bildet. Der Osning ist aus kalkigen Sandsteinen der Trias aufgebaut, mit vielen Brüchen und Falten. Diese Zerklüftung ist ein Grund dafür, dass es in der Umgebung so viele Kurorte und Mineralwasserquellen gibt.
Die Böden weisen eine mittlere bis sehr gute Qualität auf. Zum Ende der letzten Kaltzeit hin lagerte sich entlang des nördlichen Hangs des Teutoburger Waldes Mergelstaub ab und bildete Lösserden. Bis dorthin waren die Gletscher vorgedrungen. Vorherrschender Untergrund sind Sand- und Tonsteine aus dem Mesozoikum. Darauf befinden sich überwiegend Podsol-Braunerden und Pseudogley-Braunerden. Im nordwestlichen Stadtgebiet dominieren die Keuperhügel des Lipperlandes. In den höheren Lagen des Osningkamms besteht die Oberschicht aus Muschelkalk, in dem vielfach Fossilien zu finden sind. – Exponate zur Detmolder Geologie sind im Lippischen Landesmuseum ausgestellt oder befinden sich dort im Fundus.
Ein bekannter Geologe, der die Sandsteine des Teutoburger Waldes erforscht hat, war der Gymnasialprofessor Otto Weerth.

#### Grotenburg
Der Teutoburgerwald-Sandstein, Typ Grotenburg, ist seit dem Jahre 2008 nicht mehr im Abbau und wurde auf der Grotenburg gewonnen. Der quarzitisch gebundenen Naturstein ist ein hellgrauer Sandstein mit bräunlicher Flammung. Er besteht aus 98 % Quarz sowie 2 % Gesteinsbruchstücken und akzessorischen Anteilen von Schwermetallen. Er ist durch seine Quarzbindung sehr verwitterungsbeständig.

#### Steinbruch Bentrup-Loßbruch

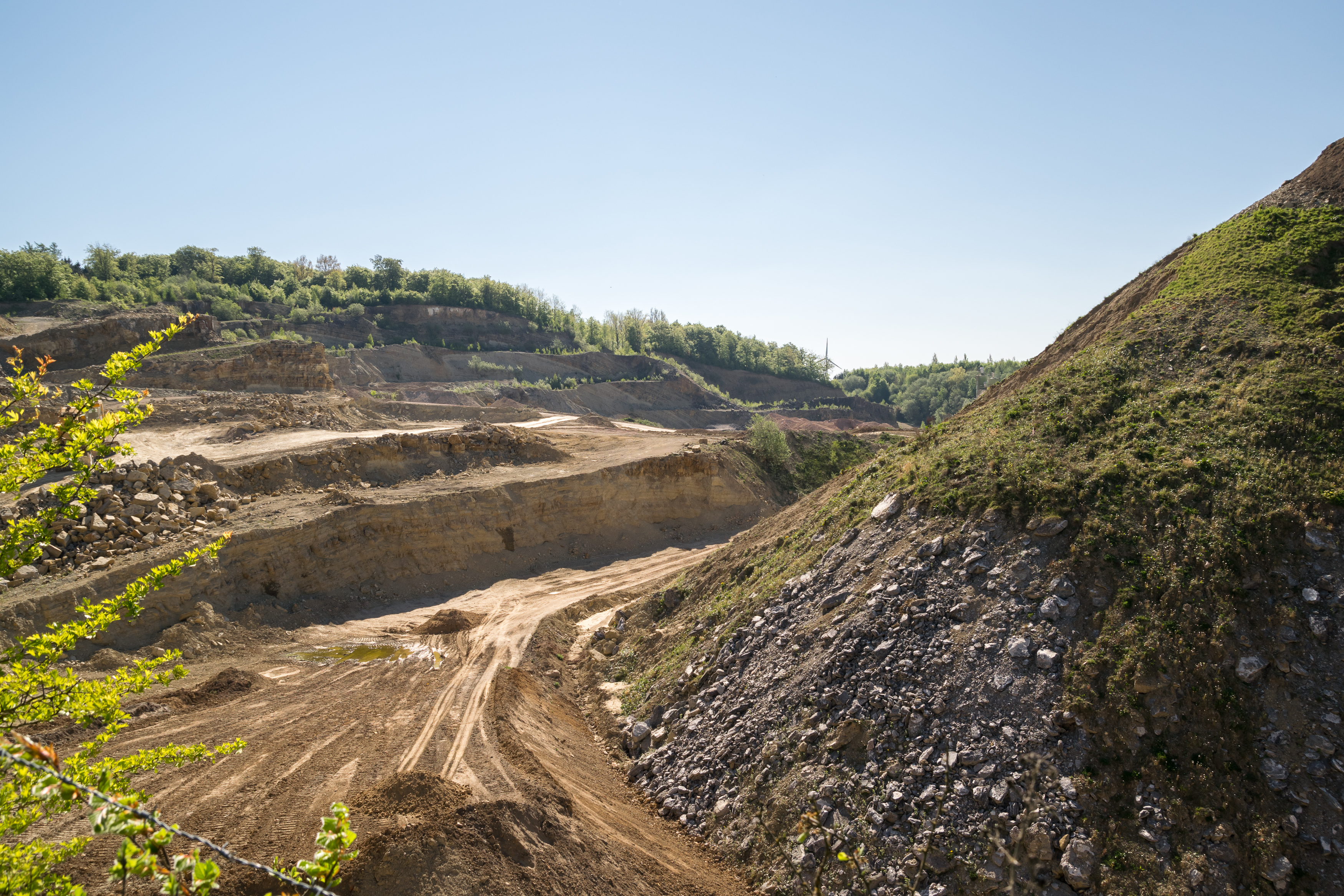
Im Steinbruch Bentrup-Loßbruch

Im Steinbruch wird Muschelkalk aus der Zeitepoche der Trias abgebaut und zu Splitt, Baustoffgemischen, Mauersteinen, Gabionen, Asphalt und Beton verarbeitet. Im Nordwestbereich des Bruchs findet eine Endeinlagerug von Boden-Aushub und Bauschutt statt. Die Bodendeponie nimmt Boden-Aushub und Bauschutt entsprechend Länderarbeitsgemeinschaft Abfall (LAGA) Z 1.1 ohne organische und sonstige Fremdstoffe an.

#### Sonstige
- Steinbruch Freise
- Kiesgrube Kater in Hiddesen
- Mordkuhle in Hiddesen
- Im seit 1929 betriebenen „Kalkwerk Dörenschlucht“ wird homogenes Kalksteinmaterial abgebaut und zu Schotter und Splitt aufbereitet.

### Dörentrup

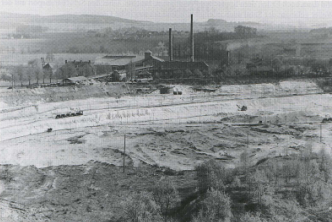
Dörentruper Sandgrube

Weit über das Begatal hinaus bekannt ist die auf tertiäre Ablagerungen von Sanden und Tonen entwickelte Industrie im Raum Dörentrup. Die außerordentlich gute Beschaffenheit der Rohstoffe, gekennzeichnet durch ihre gleichmäßige Körnung und ihre chemische Reinheit, hat nicht nur zur Lieferung an auswärtige Glasindustrien geführt, sondern ein selbständiges Klinker- und Ziegelwerk mit hochwertigen Erzeugnissen entstehen lassen.
- Dörentruper Sand- und Thonwerke
Aus den Dörentruper Sand- und Thonwerken, deren Wurzeln bis zum Jahr 1873 zurückreichen, entstand die CB-Holding als Mutterfirma der Firmen Dörentrup Quarz, Dörentrup Feuerfest-Produkte und Dörentrup Ceramic.[10][11]
- Lippische Thonwarenfabrik mit der Tongrube „Bärenort“
- Steinbruch Maibolte
- Braunkohle-Tagebau: Bei Dörentrup wurden seit Anfang des 20. Jahrhunderts bis in die 1940er Jahre kleine Mengen Braunkohle im Tagebau gewonnen. Im Wesentlichen wurden diese für den Betrieb der „Dörentruper Sand- und Thonwerke“ verbraucht.

### Extertal
Das Gemeindegebiet liegt auf der Nordflanke der Pyrmont-Piesberger-Achse. Weitflächig stehen leicht nach Norden einfallende Schichten des Mittleren und Oberen Keupers an. Aus dem Mittleren Keuper (km) sind überwiegend Mergelgesteine überliefert. Dieses Gestein entstand aus vor rund 200 Millionen Jahren während der Oberen Trias abgelagerten Flachwassersedimenten. Bei einer zwischengeschalteten Sandsteinschicht, dem Schilfsandstein, handelt es sich um die Ablagerung eines riesigen Flusssystems. Die Keupermergel wurden in zahlreichen Mergelgruben abgebaut und dienten dem Kalken der mageren Äcker. Aus den Sandsteinen wurden Bruchsteine gewonnen. Der Obere Keuper (ko) ist von Ton- und Sandsteinen geprägt. Die Sandsteine sind überwiegend Quarzsandstein und somit sehr verwitterungsresistent. Diese Schichten bedecken weite Flächen und schützen sie vor Erosion. Die Sedimente des Oberen Keupers entstanden im Zuge einer Meerestransgression. Die Tonsteine des Oberen Keupers werden als Rohstoff für die Ziegelherstellung genutzt. Nur im Schutze von Mulden und Gräben im Zentrum des Extertals sind an einigen Stellen (Bösingfeld-Asmissen und Silixen) Tonsteine des Unteren Jura (Lias) erhalten geblieben. Die letzte Eiszeit hat deutliche Spuren im Extertal hinterlassen. Während der Saalekaltzeit kam es zu einem Vorstoß des Wesergletschers bis nahe an den Südrand des Gemeindegebietes. In den Mulden und Bachtälern in Extertal bedecken stellenweise mehrere Meter mächtige Lockergesteine des Eiszeitalters die oben beschriebenen Festgesteinsuntergrunde. Zu den Lockergesteinen zählen der Löss (durch äolische Prozesse angetragen), die Grundmoräne (Reste eiszeitlicher Gletscher) sowie der Kies und Sand im Tal der Exter. Der Ton wird bei Silixen für eine Ziegelei abgebaut – früher wurde der Ton in weiteren Gruben abgebaut. In den Baggerseen der Gemeinde wurden Kies und Sand abgebaut. Der Sandstein wurde ehemals in kleinen Steinbrüchen gewonnen.
- Steinbruch Alverdissen

### Horn-Bad Meinberg

#### Externsteine
Bei den Externsteinen wurde zu Beginn des 18. Jahrhunderts ein Bergwerk zum Abbau von Schwefelkies errichtet, doch schon 1708 legte der aus Clausthal stammende Bergsyndikus Knorr ein niederschmetterndes Gutachten vor: „Es gibt Erze, so keinen blanken Schein oder Glantz an sich haben und doch guth sind; hingegen ist nicht alles guth was gläntzet …“

#### Velmerstot
Der Sandsteinbruch „Silberort“ () liegt an der Velmerstot bei Horn-Bad Meinberg im südöstlichen Teutoburger Wald und wird seit 2008 nicht mehr abgebaut. Es handelt sich um einen hellgrauen, teilweise braun-gebänderten Sandstein aus dem Neokom, der teils tonig und teils quarzitisch gebunden ist. Er besteht aus 85 % Quarz, 13 % Gesteinsbruchstücken und 2 % Feldspat, daneben treten Muskovit und Schwermetalle akzessorisch auf. Verbaut wurde dieser Sandstein bei Massivbauten, Fassaden, Portalen und Denkmälern wie dem Fürstlichen Residenzschloss, dem Landestheater und dem Amtsgericht in Detmold sowie dem Rathaus in Horn-Bad Meinberg.

### Kalletal
Im Lipper Bergland um Kalletal  befinden sich im Bereich der Muschelkalkgesteine inselartig Braunerden in Verbindung mit Rendzina. Der Kiesabbau im Wesertal hinterließ einige Baggerseen im Norden der Gemeinde. Ein alter Kalksteinbruch in Bavenhausen zeugt vom ehemaligen Abbau des Muschelkalks.
- Kalksteinbruch in Bavenhausen
- Kieswerke Erder-Weser, Stemmen
- Steinbruch Vollmer
- Weserkieswerk Varenholz

### Lage
Lage liegt im ostwestfälischen Hügelland, welches hier aus Tonmergel-, Kalk- und Sandsteinen aus Trias, Jura und Kreide besteht. Die 1000 bis 2000 Meter starken Sedimentgesteine bildeten viele Sättel, Mulden, Horste und Gräben. In größeren Tiefen finden sich Gesteine des Erdmittelalters. Im nordöstlichen Vorland des Mittelgebirges, in den Hangbereichen und in den Tälern finden sich Kies, Sand, Grundmoräne und Löss. Im tiefen Untergrund sind Steinsalz und Gips gelöst.

#### Ziegelei Lage
Unmittelbar neben dem heutigen Museum erfolgte zwischen 1909 und 1979 in einer Grube der Tonstich für eine Jahresproduktion von bis zu vier Millionen Ziegeln (siehe auch: Museum Ziegelei Lage).

### Lemgo
Die Oberfläche des Lemgoer Stadtgebiets ist mit Löss bedeckt. Darunter sind Schichten aus Tonmergel, Kalk- und Sandgestein – speziell Planicosta-Sandstein – des Erdmittelalters zu finden. Im Verlauf der Erdgeschichte wurden diese Sedimentgesteine herausgehoben und bilden Sättel, Mulden, Horste und Gräben. Im Untergrund sind die Gesteinsschichten durchaus nebeneinander angeordnet. Im tiefen Untergrund sind Steinsalz und Gips gelöst, so dass dort trichterförmige Einsenkungen vorzufinden sein könnten.
- Braunkohle-Tagebau: Auf Anstoß der Salzufler Saline wurde bei Wahmbeck im 19. Jahrhundert nach Braunkohle gesucht, aber schon in den 1830er Jahren wurden die Versuche aufgrund von zu hoher Kosten bzw. nichtrationeller Wirtschaftlichkeit wieder eingestellt.
- Kieswerke Walter Pieper
- Siehe auch: Planicosta-Sandstein

### Lügde

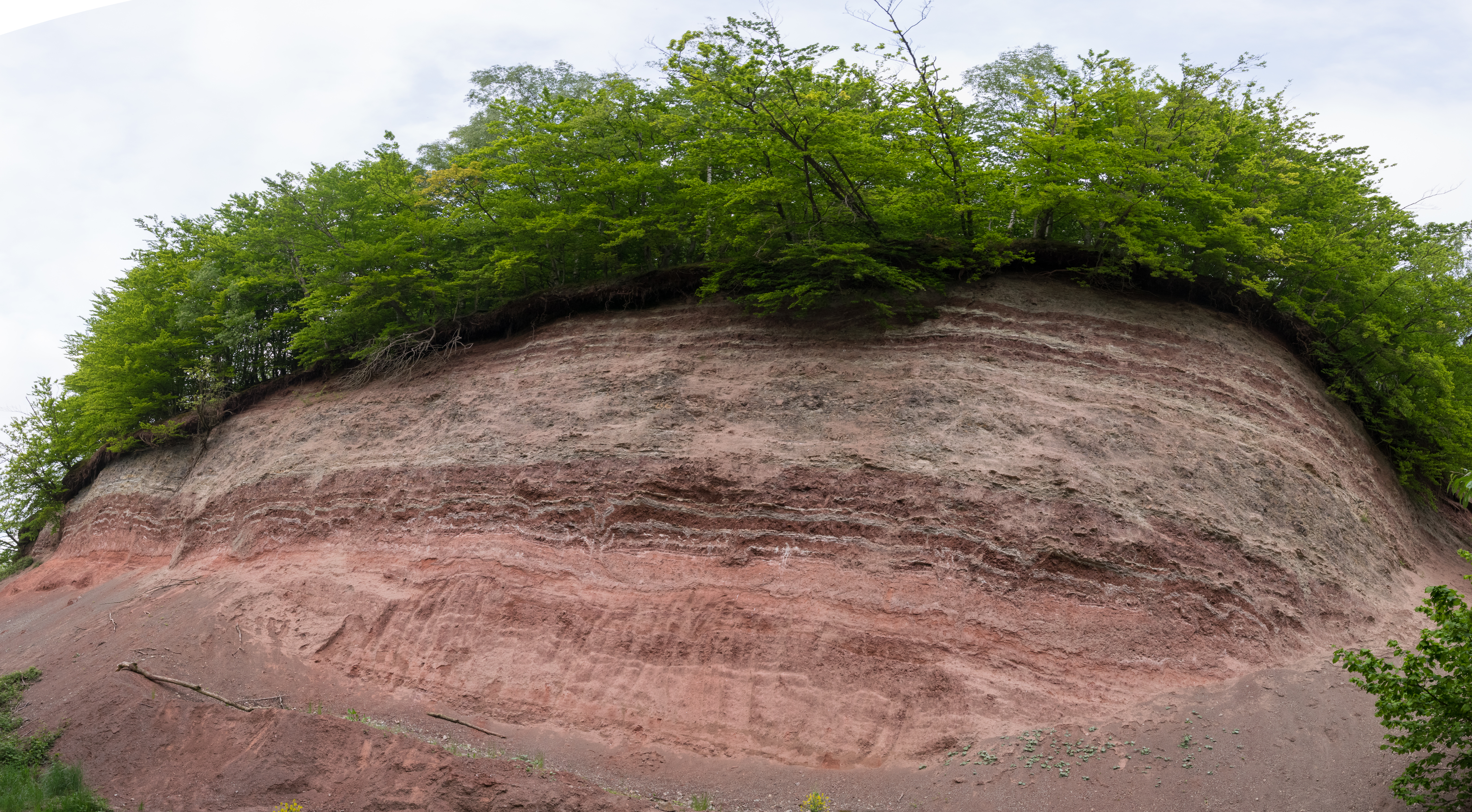
Mergelkuhle Rischenauer Isenberg

Im Gemeindegebiet besteht das Lipper Bergland vorherrschend aus Tonmergel-, Kalk- und Sandsteinen des Erdmittelalters. Diese Sedimentgesteine sind zwischen 1 und 1,5 km mächtig. Sie wurden im Lauf der Erdgeschichte herausgehoben und im Rahmen gebirgsbildender Vorgänge zu Sätteln und Mulden zusammengeschoben. In den südlichen Stadtteilen treten auch Horste und Gräben auf. Unter diesen Schichten befinden sich die Gesteine des Erdaltertums, insbesondere aus Devon, Karbon und Perm. Lockergesteine aus dem Eiszeitalter (Kies, Sand und Löss) befinden sich insbesondere in den zum Teil weiten Talebenen der Emmer und ihrer Nebenflüsse über dem Festgesteinsuntergrund. Im Stadtgebiet werden Steine und Erden zur Verwendung für die Schotter- und Splittherstellung abgebaut.
Auf den Gesteinen des Muschelkalks und des Keupers haben sich Braunerde und Pseudogley-Braunerden entwickelt, die teils forstwirtschaftlich, teils ackerbaulich genutzt werden. In kleineren Gebieten im Nordteil des Stadtgebiets auf Kuppen befinden sich auch Übergänge zu flachgründigen, steinigen Rendzinen. In den weitgespannten Talmulden und Unterhängen werden die Festgesteine von eiszeitlichem Löss bedeckt. Als Folge haben sich fruchtbare Parabraunerden aus schluffigem Lehm gebildet. Vorwiegend im südlichen Teil des Stadtgebiets gibt es Vorkommen von schluffreichen staunassen Pseudogleyen. In den Bachniederungen treten vorherrschend Gleye auf; sie werden als Grünland genutzt. Forstwirtschaftliche Nutzung findet auf den Höhenzügen und an mit Pseudogley bedeckten Standorten statt, ansonsten herrscht, besonders auf den ertragreichen Lösslehmböden, intensive ackerbauliche Nutzung vor.

#### Köterberg
Unter Simon V. zur Lippe (1471–1536) wurden 1520 am Köterberg silberhaltige Blei- und Kupfererze gefunden, die die Eröffnung eines Bergwerks in Aussicht stellten. Unter großen Kosten wurde daraufhin ein Bergvogt, ein General-Probierer und zwei Bergleute aus dem Harz engagiert. Sie hatten aber keinen Erfolg. 1536 schlossen der Paderborner Bischof Hermann V. von Wied, Herzog Ernst I. zu Braunschweig-Lüneburg und Simon V. einen Vertrag über gemeinschaftliche Schürfrechte und einen Jahrmarkt am Köterberg ab. 1543 versuchte Hermann von der Malsburg erneut Gold, Silber, Kupfer und Blei am Köterberg abbauen zu lassen, allerdings auch ohne Erfolg. 1865 waren im Bergwerk Volkwin, später Volkwin I und Volkwin II, unter der Leitung eines Steigers und eine Hilfssteigers 22 Bergleute und Arbeiter aus Hummersen beschäftigt. Gefördert wurde Schwefelkies, sein Abbau zum Ende des Ersten Weltkriegs aber endgültig eingestellt. Heute erinnert lediglich der Flurname Schmelzhütte an die ortsgeschichtliche Epoche am Fuße des Köterbergs.

#### Sonstige
- Mergelkuhle Rischenauer Isenberg
- Steinbruch Lügde

### Oerlinghausen
Bedingt durch die Lage beidseits des Teutoburger Waldes hat Oerlinghausen eine ausgeprägte Morphologie. Auf sehr engem Raum treten steilstehende bis überkippt gelagerte Ton-, Sand-, Mergel- und Kalksteine des Erdmittelalters zutage. Im nordöstlichen Gemeindegebiet herrschen Kalksteine des Muschelkalks vor, während der südwestliche Teil der Gemeinde bereits zur Senne gehört, die beim Abschmelzen der letzten Eiszeit gebildet wurde, als das Schmelzwasser große Mengen an Sand mit sich führte und hier ablagerte. An manchen Stellen sind die Ablagerungen über 60 Meter stark und bestehen aus zerriebenem Sandstein des Osning. Durch die Innenstadt verläuft der Osningkamm. Dieses langgezogene Gebirge besteht hier aus drei von Nordwest nach Südost verlaufenden Höhenzügen. Der zentrale Hauptkamm wird vom Osning-Sandstein der Unteren Kreide gebildet, der südliche Kamm besteht aus Turonium- und Cenomanium-Schichten der Oberen Kreide und der nördliche Kamm aus Keuper- und Muschelkalk.

#### Tönsberg
Am Tönsberg in Oerlinghausen ließ Graf Simon VI. Bergleute aus dem Harz in der Zeit von 1600 bis 1611 nach Kohle graben. Eine im November 1608 ausgestellte Urkunde weist bei der „Grube Simon“ einen Vorrat von 50 Scheffel (≈ 2750 Kilogramm) Steinkohle aus. Ein weiterer Versuch mehrere Jahrzehnte später in der Helkuhle im Schopketal brachte nur dünne Kohlenflöze zum Vorschein. Unter Fürstin Pauline (1769–1820) wurde mit einem neuen Stollen von der Grüte aus Richtung Tönsberg ein abbauwürdiges Vorkommen erschlossen. Bis 1928 wurde bitumenhaltiges Schiefergestein am Nordhang des Tönsbergs abgebaut.

#### Steinbruch am Barkhauser Berg

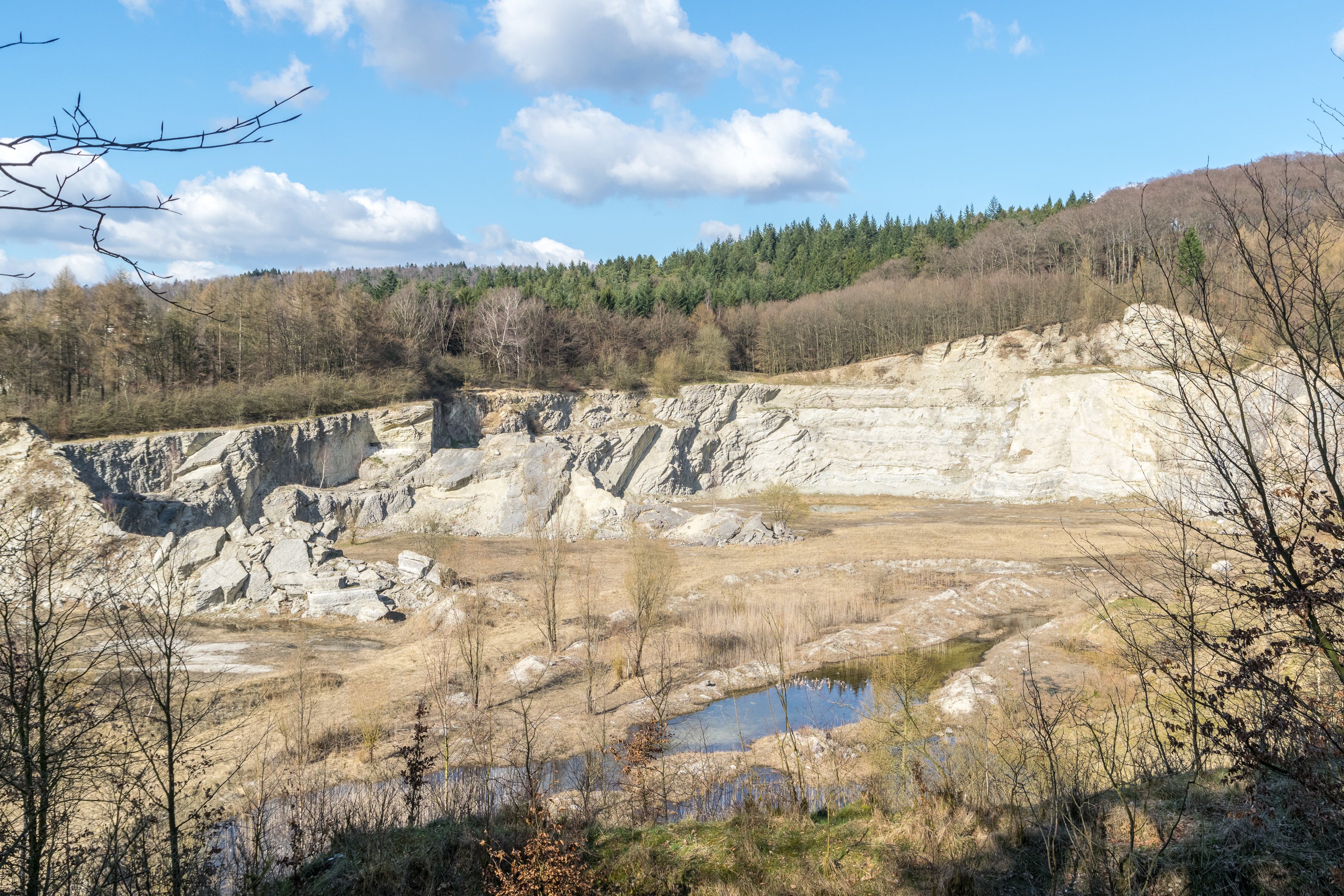
Im Steinbruch am Barkhauser Berg

1875 wurde mit dem Kalksteinabbau begonnen. Innerhalb des Steinbruchs entstanden die Öfen zur Kalkbrennerei. Das Werk überlebte bis in die 1990er Jahre, dann wurden bis 2001 die Öfen und Rüttelanlagen demontiert.

#### Steinbruch Uphof
Im August 1956 wurde der Fund von Erzgestein mit einem Bleigehalt von 75 Prozent gemeldet, der im Steinbruch Uphof zwischen Währentrup und Helpup beim Kalksteinabbau gemacht worden war. Man vermutete auch Uran. Daraufhin wurde ein Stollen von 75 Metern Länge in den Berg getrieben. Der Abbau in Helpup wurde 1956 wieder eingestellt.

#### Sonstige
- Hartsteinwerke Ernst Haßler
- Tongrube bei Wistinghausen